# 국경도시
국경도시(國境都市)는 국경에 인접한 도시를 의미한다. 국경검문소가 위치해 있는 경우가 많다.

## 목록

### 아프리카
- 하라레 (짐바브웨)
- (가나)
- (에리트레아)
- 방기 (중앙 아프리카 공화국)
- 은자메나 (차드)-쿠세리 (카메룬)
- 메이게이테리 (나이지리아)
- 타바 (이집트)-에일라트 (이스라엘)
- 후메라 (에티오피아)
- 아디겔라에 (에리트레아)
- 리브르빌 (가봉)-킨사샤 (콩고 민주 공화국)
- en:Port-Gentil (가봉)

### 유럽
- 캄피오네디탈리아 (이탈리아)
- 세우타&멜리야 (스페인)
- 펠트키르히 (오스트리아)

### 아시아
- 인천광역시,파주시, 김포시 (대한민국)

### 아메리카
- 코리엔테스 (아르헨티나)
- 포사다스 (아르헨티나)
- 코비하 (볼리비아)

- 서리 (브리티시컬럼비아주) (캐나다)

- 마바루마 (가이아나 협동 공화국)

- 랭리 (브리티시컬럼비아주) (캐나다)

- 애버츠퍼드 (캐나다)

- 레템 (캐나다)
- 마타모로스
- 레이노사
- 브라운즈빌 (미국)
- 엔칸타다-랜치토 엘 칼라보츠
- 리오 그랜드 시티

## 같이 보기
- DMZ
- 러시아-우크라이나 전쟁